# Börsenumsatzsteuer
Die Börsenumsatzsteuer (historisch auch: Börsensteuer) ist eine Kapitalverkehrsteuer und wird auf den Umsatz aus dem Handel mit Wertpapieren erhoben, wenn die Geschäfte im Inland oder unter Beteiligung wenigstens eines Inländers im Ausland abgeschlossen werden. Als Wertpapiere im Sinne des Steuerrechts gelten Schuldverschreibungen (festverzinsliche Wertpapiere), Aktien sowie Investmentzertifikate (Investmentsparen).

## Geschichte der Börsenumsatzsteuer in Deutschland

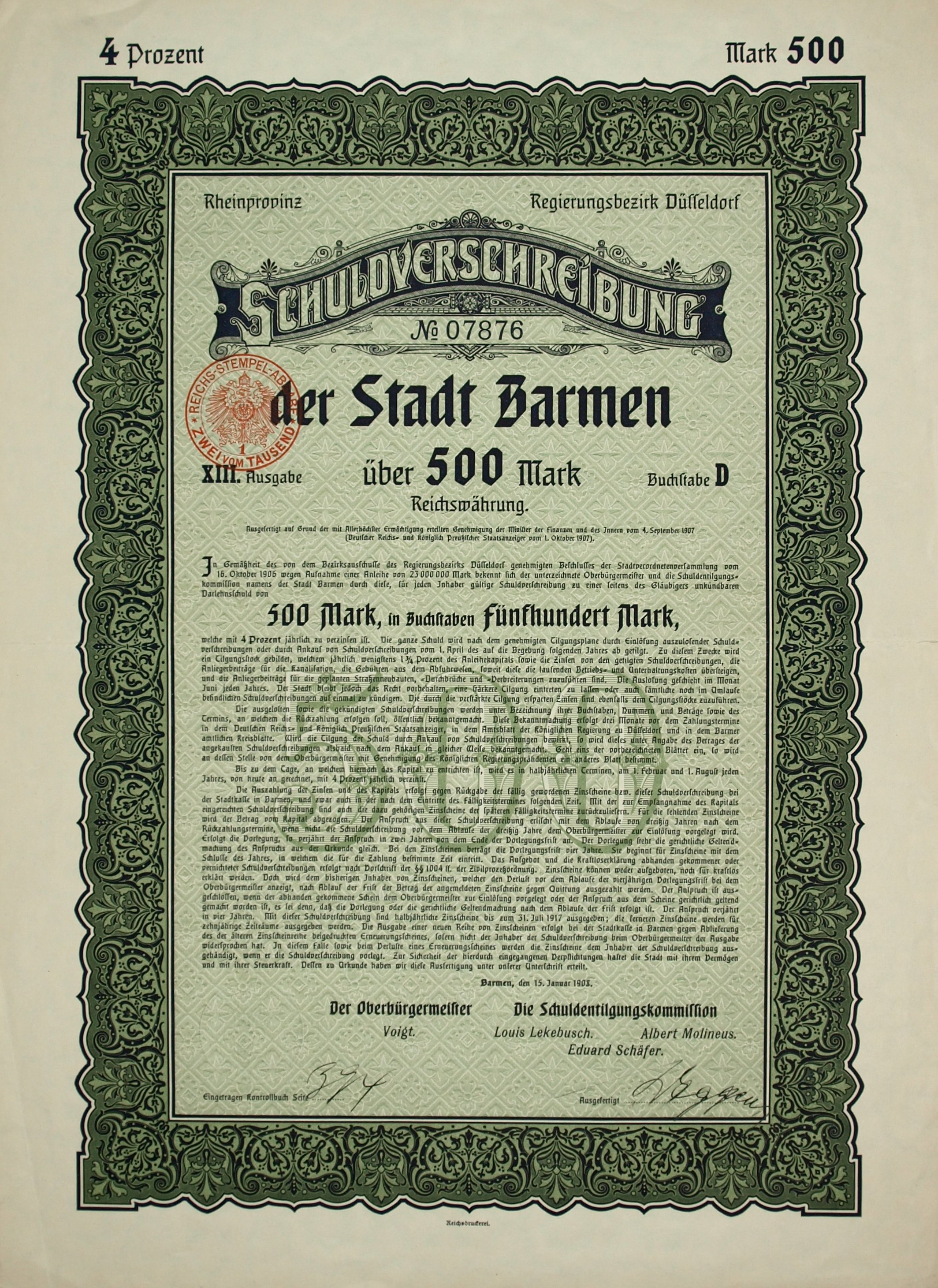
Schuldverschreibung der Stadt Barmen vom 15. Januar 1908 mit Stempelaufdruck über die Reichs-Stempel-Abgabe

Nach dem britischen Beispiel der Stamp tax wurden mit dem Reichsstempelgesetz von 1881 die Urkunden bestimmter Wertpapieranschaffungen reichseinheitlich mit einer Stempelabgabe belastet. Ab 1885 wurden die Wertpapiertransaktionen Besteuerungsgrundlage und prozentualen Steuersätzen unterworfen. Das Kapitalverkehrsteuergesetz von 1922 führte den Begriff der Börsenumsatzsteuer ein. Die alte Stempelsteuer wurde mit der Gesellschaft- und Wertpapiersteuer zusammengefasst. Ab September 1944 wurde die Börsenumsatzsteuer ausgesetzt, 1948 aber wieder eingeführt. Ab 1949 war es eine Steuer, die den Ländern zustand. Das Aufkommen stand seit der Verfassungsänderung von 1969 an dem Bund zu.
Die Börsenumsatzsteuer wurde in Deutschland je nach Wertpapierart mit 1 ‰ für öffentliche Anleihen und 2,5 ‰ vom Kurswert für andere festverzinsliche Papiere und für Aktien berechnet und auf den Wertpapierabrechnungen gesondert ausgewiesen. In besonderen Fällen wie z. B. bei Zeichnungsaufträgen wurde sie jedoch nicht berechnet.
Im Jahre 1991 wurde diese Steuer durch das erste Finanzmarktförderungsgesetz in Deutschland abgeschafft.

## Situation in anderen Ländern
Als frühestes Beispiel gilt die Einführung in den Niederlanden 1624.
In den Vereinigten Staaten gab es bis ins Jahr 1966 eine Börsenumsatzsteuer von zuletzt 0,4 % und wurde dann abgeschafft. Seitdem gibt es nur noch eine bundesstaatabhängige Vermögensverkehrssteuer bspw. in New York im Umfang von 5 Cent je Aktie und maximal 350 US-Dollar pro Transaktion.
Auch in weiteren Staaten wurden die Börsenumsatzsteuern abgeschafft, so in Luxemburg 1987, in Spanien 1988, in den Niederlanden 1990, in Dänemark 1999, in Japan 1999, in Österreich 2000 durch das Kapitalmarktoffensive-Gesetz, in Frankreich 2008 und in Italien 2008.
In Großbritannien gibt es die Stamp duty reserve tax (SDRT), eine seit 1986 existierende Stempelsteuer für den Handel mit Aktien inländischer Gesellschaften an der Börse; der britische Staat nahm im Jahr 2007–2008 hierdurch 6,1 Milliarden Euro ein. Aufgrund der Finanzkrise sanken die Steuereinnahmen im Jahr 2008–2009 auf rund 4 Milliarden Euro.
Ein Fiasko war die Einführung der Börsenumsatzsteuer in Schweden 1985. Anstelle der geschätzten Einnahmen von umgerechnet jährlich 165 Mio. Euro wurden nicht mehr als 9 Mio. Euro erlöst. Grund dafür war der Zusammenbruch der Handelsumsätze um 85 % bei festverzinslichen Wertpapieren und des Terminhandel mit Futures und Optionen auf nahezu Null. Im Jahr 1992 wurde die Steuer abgeschafft.
Die Schweiz erhebt für den Kauf und Verkauf von Wertpapieren eine Umsatzabgabe von 1,5 ‰ für inländische Wertpapiere und 3,0 ‰ für ausländische Wertpapiere, wobei zahlreiche Ausnahmen und Befreiungen für institutionelle Anleger, Fonds und Versicherer eine umfassende Besteuerung ausschließen.
In Belgien existiert eine Börsenumsatzsteuer von 0,17 % bei Kauf/Verkauf belgischer oder ausländischer, börsennotierter Aktien, Anleihen und anderer Wertpapiere, höchstens 500 Euro. Daneben gibt es bei Kauf/Verkauf von belgischen Staatsschuldtiteln einen Sondersteuersatz von 0,7 %.
In Griechenland besteht eine Börsenumsatzsteuer bei Kauf oder Verkauf griechischer oder ausländischer, börsennotierter Aktien von 0,15 %.
Seit Oktober 2009 werden in Brasilien ausländische Investitionen in Aktien und Anleihen pauschal mit einer Kapitalverkehrsteuer von 2 % belastet, um einer weiteren Aufwertung der eigenen Währung durch zuströmendes Auslandskapital entgegenzuwirken.
Seit 1. Januar 1994 gibt es in der Volksrepublik China eine Börsensteuer bzw. eine Stempelsteuer als regulatorisches Instrument auf chinesische Aktien von 0,1 %, die im Mai 2007 auf 0,3 % erhöht und im April 2008 wieder auf 0,1 % gesenkt wurde. Im Oktober 2008 wurde die käuferseitige Belastung durch die Stempelsteuer ganz abgeschafft.

## Europarechtliche Situation
Die Richtlinie 2008/7/EG vom 12. Februar 2008 konkretisiert in Artikel 5 Abs. 2 die Kapitalverkehrsfreiheit, eine der vier Grundfreiheiten der EU. Eine Erhebung einer Börsenumsatzsteuer wird unter den in Artikel 6 Abs. 1 der Richtlinie niedergelegten Voraussetzungen aber ausdrücklich erlaubt.

## Politische Diskussion
Eine Wiedereinführung ist immer wieder Gegenstand politischer Diskussionen. Bei einem Steuersatz von 0,1 % würden laut dem Österreichischen Institut für Wirtschaftsforschung in Deutschland Steuereinnahmen von etwa 35 Milliarden Euro erzeugt werden.
Oskar Lafontaine forderte im November 2008 eine Steuer von 1 %, wodurch nach seiner Angabe Steuereinnahmen von rund 70 Mrd. € entstehen würden, was 13 % des gesamten Steueraufkommens von ca. 538 Mrd € (2007) entspräche. Der Umsatz aller Wertpapierbörsen in Deutschland betrug im Jahr 2009 1,3 Billionen Euro (2008: EUR 2,47 Bio.).
Alle diese Kalkulationen gehen davon aus, dass der Börsenumsatz durch die Einführung einer Börsenumsatzsteuer unverändert bliebe. Diese Annahme ist jedoch ökonomisch nicht plausibel. Die isolierte Einführung einer Börsenumsatzsteuer in einem Land führte vermutlich zur Verlagerung von Teilen des Handels in Länder ohne Börsenumsatzsteuer. Selbst wenn derartige Verlagerungen unterbunden werden könnten, würde ein Teil des Arbitragehandels zwangsläufig wegfallen, da dessen Kosten aufgrund der Steuer höher wären als die Erträge.
Aus diesen Gründen tragen die gesamten Kapitalverkehrsteuern in Großbritannien nur etwa 0,5 % zu den gesamten Steuereinnahmen bei und in den USA zu weniger als 0,5 %.
Der SPD-Kanzlerkandidat Frank-Walter Steinmeier und Bundesfinanzminister Peer Steinbrück schlugen im Februar 2009 die Wiedereinführung der Börsenumsatzsteuer in Höhe von 0,5 % nach britischem Vorbild vor.
Im Januar 2010 forderte der nordrhein-westfälische Ministerpräsident Jürgen Rüttgers (CDU) ebenfalls die Einführung einer Börsenumsatzsteuer.
Nach dem Vorschlag der EU beim G 20 Treffen im Juni 2011 zu einer globalen Finanztransaktionssteuer und der Entscheidung auf dem Deutsch-Französischen Wirtschafts-Gipfel im August 2011 wird heftig über die Einführung einer europaweiten Börsenumsatzsteuer gerungen.

## Ökonomische Wirkung
In den Wirtschaftswissenschaften werden Börsenumsatzsteuern oft kritisch bewertet, da diese als Transaktionskosten die Effizienz der Wertpapiermärkte senkten. So stellten Karl Friedrich Habermeier und Andrei Pawlowitsch Kirilenko in einer Studie des IWF fest, dass Transaktionssteuern negative Effekte auf Volatilität und Marktliquidität von Märkten haben und zu einer geringeren Informationseffizienz führen. In einer Studie über Änderungen in der finnischen und schwedischen Börsenumsatzsteuer haben Peter Swan und Joakim Westerholm festgestellt, dass eine Verringerung von Transaktionskosten zu deutlich niedrigerer Volatilität führt.
Rüdiger von Rosen, Chef des Deutschen Aktieninstituts, warnt vor nachteiligen Auswirkungen für „direkte und indirekte Anleger beispielsweise in Aktienfonds sowie 2,4 Millionen Vertragspartner von Riester-Aktiensparverträgen und viele Millionen von Versicherungsnehmern“. Diese Gruppe müsse man aber „aus Gründen erforderlicher privater Altersvorsorge erweitern und stärken“. Außerdem gebe es in Deutschland mit der Abgeltungsteuer bereits eine im internationalen Vergleich sehr hohe Besteuerung von Aktienerträgen.
Befürworter halten dem einen positiven Beitrag zur Verringerung spekulativer Investitionen entgegen, weil kurzfristige Vermögensverschiebungen relativ zu langfristigen Anlagen teurer werden, im Gegensatz zu einer Abgeltungsteuer, bei der Dividende und Kursgewinn gleichermaßen besteuert werden. Dieser Überlegung zugrunde liegt die von John Maynard Keynes aufgebrachte Annahme, dass ein Investment, das mit dem Ziel einer zu erwartenden Dividende getätigt wird, gegenüber einem Investment, das aufgrund erwarteter Kursgewinne getätigt wird, für die Gesamtwirtschaft nützlicher ist.
Dazu soll die Gewinnspanne beim Aktienhandel verringert werden, was einer beabsichtigten Effizienzverringerung der Wertpapiermärkte gleichkommt. Keynes geht davon aus, dass dann Spekulation, die er als Voraussagen der Marktpsychologie beschreibt, verringert werden kann. Dadurch sollen auch Marktüberreaktionen, zum Beispiel nach einem Terroranschlag, ausbleiben, da die Anleger schon vorher langfristig und mit Blick auf Aktiendividenden angelegt haben.